# Belper
Belper est une ville du Derbyshire, en Angleterre. Elle est située sur le Derwent, dans le district d'Amber Valley. Au moment du recensement de 2011, elle comptait 21 823 habitants.

## Histoire
Le HMS Brocklesby (L42) est parrainé par la communauté civile de Belper pendant la campagne nationale du Warship Week (semaine des navires de guerre) en mars 1942. Il est un destroyer de classe Hunt de type I, construit pour la Royal Navy.

## Personnalités liées à la ville
- Michael Allaby (1933-), essayiste, qui a obtenu le prix Aventis Junior pour ses écrits de vulgarisation scientifique, né.
- Ross Davenport (1984-), nageur, y est né.
- Alison Hargreaves (1963-1995), alpiniste et la première femme à gravir l'Everest sans assistance et sans oxygène, y est née.
- Suzy Kendall (1944-2014), actrice, y est née.
- Samuel Slater (1768-1835), considéré comme l'un des pères de l'industrie textile américaine, y est né.
- George Herbert Strutt (1854-1928), propriétaire de moulin à coton et philanthrope, y est né.
- Hollie Webb (1990-), joueuse de hockey sur gazon britannique, membre de l'équipe de Grande-Bretagne de hockey sur gazon féminin, y est née.